# Kastamonu
Kastamonu és una ciutat de Turquia, capital de la província de Kastamonu i del districte de Kastamonu.
La vila s'estén pels dos vessants d'una vall formada per un afluent menor del riu Görkmak; al centre de la vila, a la riba oest, hi ha la ciutadella, afectada per un terratrèmol el 1943. A uns 10 km, hi ha el poble de Kasaba amb una important mesquita, coneguda com a Mahmud Bey i datada del 1366, que és una de les més esplèndides de Turquia.

## Història
La ciutat fou fundada suposadament vers el 1800 aC pels hitites amb el nom de Gas Tumana, però la identificació és incerta. Sota domini romà, la regió fou part de la Paflagònia i podria ser la ciutat coneguda com a Timónion, però d'altres la identifiquen amb Germanicòpolis o amb Sora. Sota domini romà d'Orient no apareix esmentada abans del segle xi, quan s'anomena Castamó.
Els turcs seljúcides la van anomenar Kastamuni i algunes variants. A les fonts occidentals, apareix com a Constamnes, Castamea, Castamina, Cestamena, Chastarmina, Castimana, Castemol, Castemboli, Castemouni i Costambone. Fou ocupada pels turcs, per primer cop, el 1071, però sense conservar-la; des del 1073/1074, els romans d'Orient van tenir problemes per conservar-la, especialment l'emperador Aleix I Comnè (1081-11118); Othmandjik, oficial de Danixmend Ghazi, l'hauria conquerit abans de la mort del seu senyor (el 1104), quan s'esmenta la ciutat romana d'Orient amb el nom d'Aklanos; una altra tradició parla d'una batalla el 1101 a la rodalia de la ciutat entre turcs i llombards; en tot cas la dominació danixmendita, iniciada el 1101 o abans del 1104 va durar fins a l'expedició de Joan II Comnè a Paflagònia, datada segons les fonts del 1126 o el 1132. No obstant això, és segur que l'hivern de 1132 estava en mans danixmendites fins a una data insegura cap al darrer terç del segle, quan va passar a Rum.
Els seljúcides van donar el feu vers 1220 (entre 1211 i 1228) a Husam al-Din Coban o Cupan. (Vegeu Çoban-oğlu.)
En una data indeterminada vers 1290, Çobanoğlu Yavlak Arslan es va revoltar i fou derrotar per un exèrcit combinat dels mongols i els seus vassalls de Rum, i la regió fou donada en feu al comandant seljúcida Şemseddin Yaman Candar, amb la qual cosa es va establir la dinastia Djandaroğlu (Djandar Oghlu) o dels Djandaroğulları (aquest nom apareix transcrit també com Candaroğlu i Jandaroğlu o Candaroğulları i Jandaroğulları). Aquesta nissaga va fundar el beilicat de Kastamonu, que es va anomenar també Beylik de Candar-oğhlu o les seves variants ortogràfiques.
Al cap d'un temps, vers 1301, el fill de Çobanoğlu Yavlak Arslan, Çobanoğlu Mahmud Bey, va expulsar Candaroğlu Shams al-Din (Şemseddin) Timir (Temür) (ibn ?) Yaman Djandar (Yaman Candar) i va recuperar el poder.
El 1383, la nissaga governant es va fraccionar i la branca principal va conservar el poder a Sinope i fou coneguda com a Isfendiyar-oğlu pel seu primer beylik, Isfendiyar, i el seu domini com a beylik de Sinope. El 1392, el beylik de Kastamonu amb la ciutat d'aquest nom foren annexionats pels otomans, però restituït a la dinastia Candaroğlu el 1402 per Tamerlà. L'annexió definitiva fou el 1461. El príncep otomà Gem fou nomenat governador el gener de 1469 i va exercir-hi fins a finals del 1464.
Sota domini otomà, Kastamonu va quedar relativament aïllada en estar allunyada de les principals rutes. Pràcticament, cap viatger va passar per Kastamonu entre el segle xv i el XIX; certament, no hi va estar Ewliya Celebi, i encara que Ahmad Pasha Bonneval hi va viure exiliat per un temps a la meitat del segle xix, no en va deixar cap descripció. W. F. Ainsworth el 1839 va dibuixar un plànol de la fortalesa; segons diu aquest, els habitants cristians havien estat expulsats vers el 1730, encara que després havien pogut tornar i hi havia 160 famílies gregues i 20 d'armènies (unes 1.000 persones) al voltant de 12.000 habitants. V. Cuinet, al final del segle xix, estimava els habitants en 13.200 musulmans, 1.795 grecs i 572 armenis, basat en estadístiques oficials.
Després de la I Guerra mundial, la crisi econòmica i la manca de comunicacions ferroviàries va marginar la ciutat. El Codi revolucionari del vestit es va iniciar a Kastamonu el 23 d'agost de 1925. Ataturk va fer la seva visita històrica a la ciutat i va visitar la seu del Cumhuriyet Halk Partisi, avui un museu. Kastamonu no es va desenvolupar fins a partir dels anys seixanta, quan van millorar les carreteres i va sortir del seu aïllament.

## Personatges il·lustres
- Kabakcioghlu Mustafa, genísser del segle xix.
- Ahmed Şükrü Bey (1875 - 1926), polític, ministre d'educació en temps de l'Imperi Otomà.